# 세르게이 비다
세르게이 올레고비치 비다(러시아어: Серге́й Оле́гович Би́да, 러시아어 발음: [sʲɪrˈɡʲej ˈbʲidə], 1993년 2월 13일~)는 러시아의 펜싱 선수로 주 종목은 에페이다. 2020년 하계 올림픽에서 에페 단체전 은메달을 획득했으며, 2019년 세계 선수권 대회에서 개인전 은메달을 획득했다.

## 같이 보기
- 크리스치나 치마노우스카야